# Teddy and the Bear

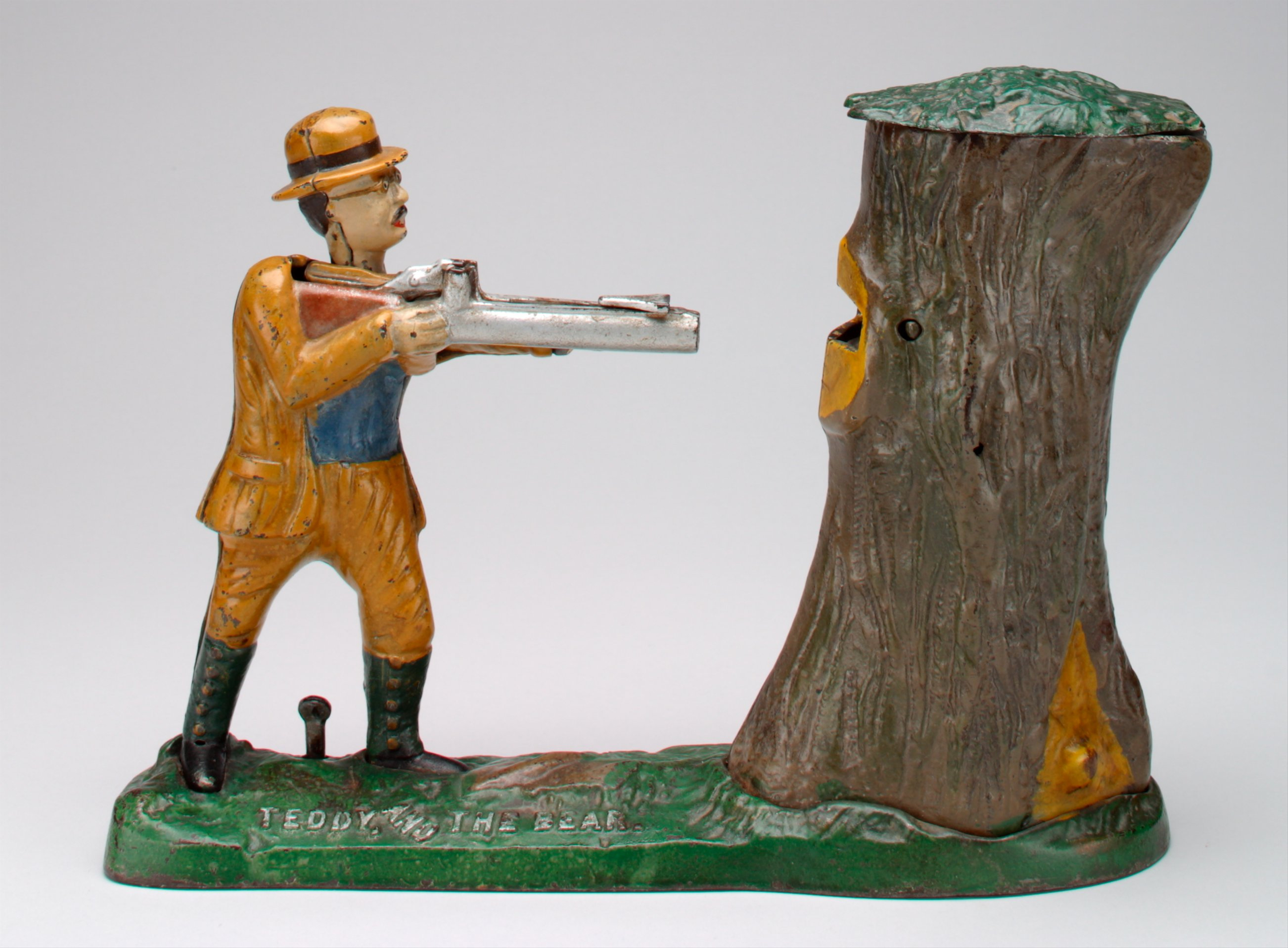
Teddy and the Bear, pat. 1907, innere Mechanik wie der Lion Hunter

Teddy and the Bear ist eine mechanische Spardose aus Gusseisen, die den früheren US-amerikanischen Präsidenten Theodore Roosevelt bei der Jagd auf einen Bären darstellt. Das Patent auf das Modell wurde 1907 Charles A. Bailey erteilt. Teddy and the Bear wurde von der Gießerei J. & E. Stevens Co. in Cromwell, Connecticut produziert.

## Hintergrund
Im 19. und frühen 20. Jahrhundert waren mechanische Spardosen beliebt, bei denen durch den Einwurf einer Münze oder durch eine andere Bedienhandlung ein Mechanismus ausgelöst wurde. Die nach einem Münzeinwurf ausgeführten Bewegungen sind oft Gesten der Dankbarkeit wie Verbeugungen oder das Nicken mancher Missionsspardosen, der „Nickneger“. Andere Spardosen führen Bewegungen aus, die dem Transport einer Münze in einen innenliegenden Behälter dienen.
In Deutschland wurden mechanische Spardosen meist von den Unternehmen der Spielzeugindustrie hergestellt, das üblicherweise verwendete Material war lithografiertes Blech. In den Vereinigten Staaten und im Vereinigten Königreich wurde Gusseisen als Material bevorzugt. Von 1875 bis 1910 wurden in den USA mehr als 600 verschiedene Modelle von Spardosen produziert, von denen mehr als 260 mechanische Spardosen waren. Entwürfe der mechanischen Spardosen wurden häufig patentiert. Entwürfe, die nur eine neue äußere Erscheinung für ein bereits geschütztes Modell betrafen, konnten mit einem design patent geschützt werden. Charles A. Bailey hatte seit dem späten 19. Jahrhundert mehrere Entwürfe von mechanischen Spardosen zum Patent angemeldet. Sie wurden von der J. & E. Stevens Co. in Cromwell, Connecticut produziert.
Der US-amerikanische Präsident Theodore Teddy Roosevelt war in der Bevölkerung sehr beliebt. Dazu trugen sein Ruf als Held des Spanisch-Amerikanischen Kriegs und Kommandeur der Rough Riders, seine große Jagdleidenschaft und seine Bewunderung für den American Grizzly bei. Der US-amerikanischen Legende um die Entstehung der Bezeichnung „Teddybär“ nach weigerte Roosevelt sich auf einer Bärenjagd im Jahr 1902, ein von Helfern zum Abschuss bereitgestelltes Grizzlyjunges zu töten. Die Begebenheit führte letztlich dazu, dass Plüschbären mit beweglichen Gliedern Teddybären genannt wurden. 1906 meldete Charles A. Bailey den Entwurf der mechanischen Spardose Teddy and the Bear zum Patent an, der in Gestaltung und Namensgebung unzweifelhaft auf den seit 1901 amtierenden US-Präsidenten Roosevelt Bezug nahm.

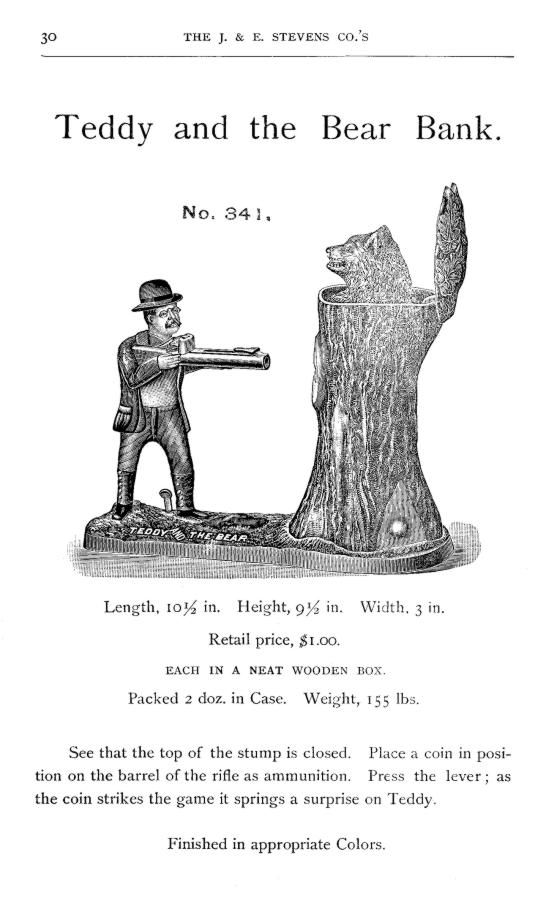
Teddy and the Bear im Katalog von J. & E. Stevens für 1906

Das Patent 844.910 für die Mechanik und das Design von Teddy and the Bear wurde am 19. Februar 1907 erteilt. Die Spardose wurde allerdings schon 1906 als Artikel No. 341 im Katalog und im Exportkatalog der J. & E. Stevens Co. aufgeführt. Im Inland war der Preis für Wiederverkäufer ein US-Dollar pro Stück, im Export kostete ein Dutzend der Spardosen 14 US-Dollar. Jede Spardose war einzeln in einer Holzkiste verpackt. 1911 wurde Charles A. Bailey das Patent für die mechanische Spardose Lion Hunter erteilt. Diese Spardose verband die Mechanik von Teddy and the Bear mit einem neuen Entwurf, der wahrscheinlich von Theodore Roosevelts Leitung der Smithsonian-Roosevelt African Expedition inspiriert war. Teddy and the Bear wurde mindestens bis 1929 produziert und in diesem Jahr für 16,75 US-Dollar das Dutzend angeboten.

## Beschreibung
Die aus Gusseisen gefertigte Spardose ist etwa 25,9 Zentimeter lang, 7,6 Zentimeter breit und 18,4 Zentimeter hoch. Sie besteht aus einer Basis, auf der rechts ein Baumstamm aufrecht steht. Links steht ein Jäger mit einem Bowler im Jagdanzug und mit erhobenem Gewehr. Das Gewehr ist nach rechts auf den Baumstamm gerichtet. Hände und Gesicht des Jägers sind fleischfarben bemalt, mit schwarzen Augen und roten Lippen. Das Kopfhaar mit Augenbrauen und Schnauzbart ist braun. Die Brille hat ein goldfarbenes Gestell und weiß hervorgehobene Gläser. Teddy trägt einen beigegelb aufgemalten Jagdanzug mit einem Bowler in derselben Farbe. Unter seinem Jackett trägt er einen blauen Pullover. Die Wickelgamaschen sind grün mit goldfarbenen Knöpfen, die Schuhe schwarz. Das Gewehr ist silberfarben mit einem rotbraunen Schaft. Der Baumstamm ist braun bemalt, mit großen gelben Bereichen mit abgefallener Rinde um einen Münzschlitz an der linken Seite und an zwei weiteren Stellen. Die Klappe auf dem Baumstumpf ist außen grün und innen silbern bemalt. Der Bär ist dunkelbraun und hat weiße Augen mit schwarzen Pupillen. Das Maul ist innen rot mit weißen Zähnen. Die Basis ist dunkelgrün und weist am vorderen Rand der linken Hälfte den kupferfarben hervorgehobenen Schriftzug TEDDY AND THE BEAR mit schräg gestelltem AND auf. Die Unterseite der Spardose hat eine cremeweiße Schutzbemalung.
Der Bewegungsablauf von Teddy and the Bear ist für eine mechanische Spardose ungewöhnlich komplex. Zunächst wird der Schlitten auf dem Lauf des Gewehrs zurückgezogen und damit gespannt. Dabei bewegt sich der Kopf des Jägers wie zum Zielen nach vorne. Eine kleine Münze wird vor dem Schlitten platziert und der Hebel auf der Basis der Spardose betätigt. Daraufhin wird der Kopf des Jägers wie von einem Rückstoß des Gewehrs wieder nach hinten bewegt. Gleichzeitig schlägt ein Bolzen von hinten gegen den Schlitten, der sich auf dem Lauf nach vorne bewegt. Die Münze wird in den Schlitz an der linken Seite des Baumstamms geschleudert und fällt nach unten in den Münzbehälter. Es besteht die Möglichkeit, ein Zündplättchen zwischen Bolzen und Schlitten zu legen, so dass beim Auslösen des Mechanismus ein Knall zu hören ist. Auf dem Baumstamm öffnet sich eine Klappe und der Kopf eines Grizzlybären erscheint. Der Bär kann auch ohne Betätigung des Gewehr-Mechanismus nach oben bewegt werden, indem der Auslösehebel nach oben gezogen wird. Außerdem kann ein Schuss mit dem Transport der Münze ausgelöst werden, ohne den Bären zuvor in den Baumstamm zurückzubringen. An der Unterseite der Spardose befindet sich eine Öffnung zum Herausholen der angesparten Münzen.
Von Teddy and the Bear sind Varianten in Farbgebung oder Guss bekannt. In der Normalausführung trägt Teddy Roosevelt einen Bowler, es sind aber auch sehr wenige Exemplare mit einem flachen Hut bekannt. Der Anlass für die Änderung und der Zeitraum der Produktion dieser Variante ist nicht bekannt. Der Baumstamm ist normalerweise dunkelbraun bemalt. Es gibt eine seltene Farbvariante, in der der Baumstamm grau bemalt ist. Von der Spardose sind Reproduktionen bekannt, die sich in Details von den Originalen unterscheiden.

## Sammlermarkt
Teddy and the Bear ist unter den Sammlern mechanischer Spardosen sehr begehrt. Dazu tragen die komplexe Mechanik, die imposante Größe und die attraktive Form- und Farbgebung bei. Dass die Spardose von Charles A. Bailey entworfen wurde, macht sie unter Sammlern ebenfalls interessant. Dennoch wird die Spardose vergleichsweise häufig angeboten, da sie während der Amtszeit Roosevelts sehr häufig gekauft wurde und einen sehr langen Produktionszeitraum aufweist. Die Erhaltung bestimmt wie bei allen historischen Spielzeugen den Marktpreis. Sehr gut erhaltene Exemplare, uneingeschränkt funktionsfähig, vollständig und mit weitgehend intakter Bemalung, erzielen auf US-amerikanischen Spielzeugmessen und Auktionen Ergebnisse von mehreren Tausend US-Dollar.